# Entodon tokyensis
Entodon tokyensis là một loài rêu trong họ Entodontaceae. Loài này được Besch. Iisiba mô tả khoa học đầu tiên năm 1929.